# Aleksandra Čudina
Aleksandra Georgijevna Čudina (rusko Александра Георгиевна Чудина), ruska atletinja, odbojkarica in hokejistka na travi, * 6. november 1923, Kurkinski, Sovjetska zveza, † 28. oktober 1990, Moskva.
V atletiki je nastopila na poletnih olimpijskih igrah leta 1952, ko je osvojila srebrni medalji v metu kopja in skoku v daljino ter bronasto medaljo v skoku v višino. Na evropskih prvenstvih je osvojila naslov prvakinje v peteroboju ter srebrni medalji v skoku v višino in daljino. 22. maja 1954 je postavila svetovni rekord v skoku v višino z 1,73 m, veljal je dve leti.
V odbojki je s sovjetsko reprezentanco osvojila tri zaporedne naslove svetovne prvakinje ter štiri naslove evropske prvakinje in srebrno medaljo.
V hokeju na travi je med letoma 1937 in 1947 igrala za klub Dinamo Moskva.